# Wahlgerät

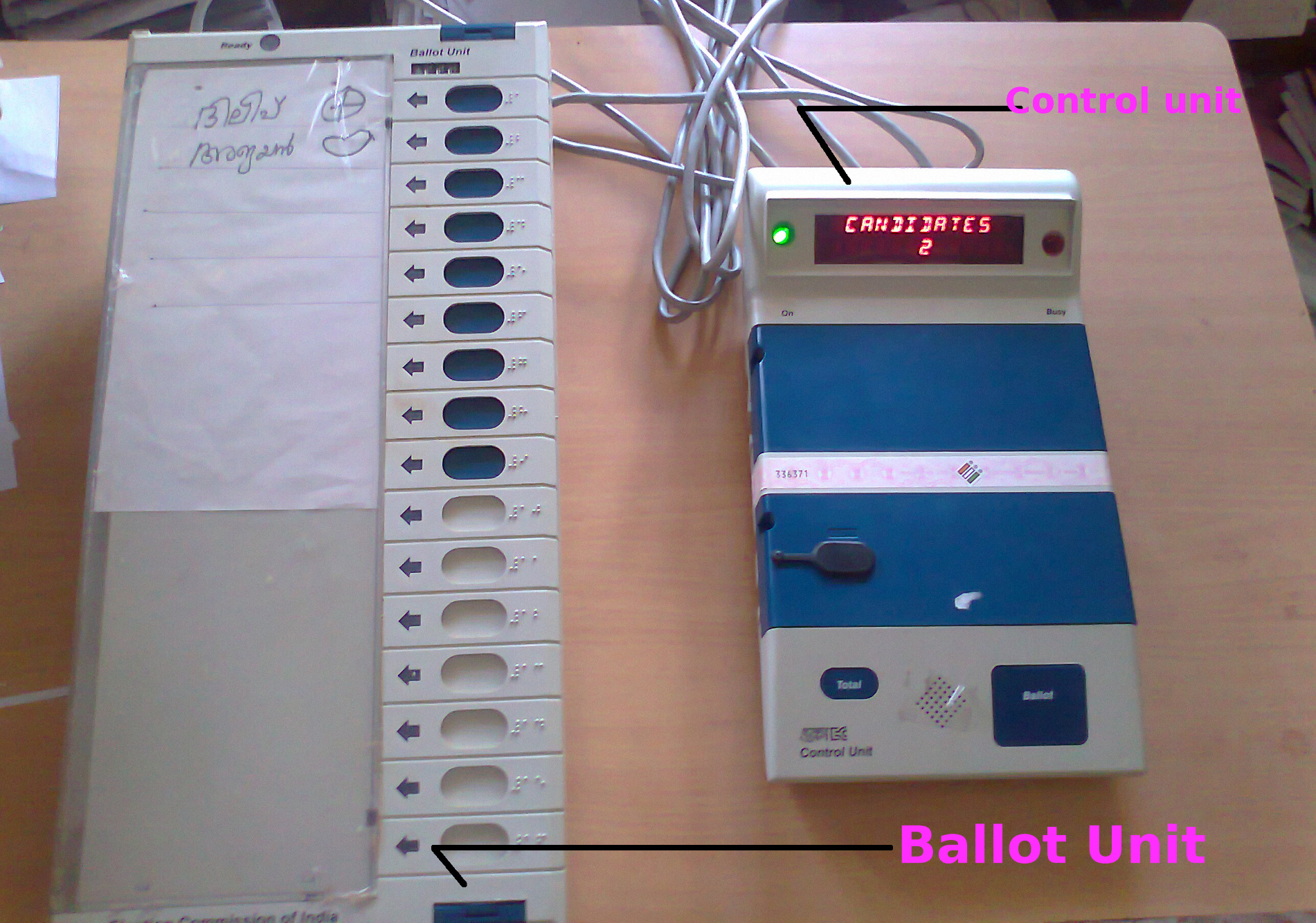
Wahlgerät aus Indien

Ein Wahlgerät ist ein mechanisch oder elektrisch betriebenes Gerät, das bei Wahlen zur Abgabe und Zählung der Wählerstimmen eingesetzt wird. Hauptsächlich kommen dabei heute Wahlcomputer zum Einsatz, die den bisherigen Wahlvorgang wesentlich verändern. Sie werden in Deutschland auch als elektronische oder rechnergesteuerte Wahlgeräte bezeichnet.
Die Hersteller von Wahlcomputern (Nedap, Diebold) versprechen die Einsparung von Personal, ein schnelles Auszählungsergebnis, die Vermeidung von Auszählungsfehlern, eine leichtere Stimmabgabe für Behinderte und die Vermeidung ungewollt ungültiger Stimmen. Kritiker halten Manipulationen für möglich und schließen auch Auszählungsfehler aufgrund technischer Fehler nicht aus. Eine mögliche Wahlfälschung könne ohne Aufbewahrung von Stimmzetteln nicht nachgewiesen werden; ein Wahlvorgang ohne manuelle Auswertung sei intransparent. Zudem sei die Wahrung des Wahlgeheimnisses unsicher und die Wirtschaftlichkeit von Wahlcomputern anzuzweifeln, so die Kritiker.

## Arten von Wahlgeräten
Weltweit gibt es eine Vielzahl unterschiedlichster mechanischer Wahlgeräte und Wahlcomputer:

### Mechanische Wahlgeräte
Weltweit existieren die verschiedensten mechanischen Geräte zur Wahlabwicklung, von einfachen Lochgeräten für Stimmzettel in den USA bis hin zu Wahlgeräten, die Stimmen mechanisch erfassen.
Noch zur Bundestagswahl 2005 waren zwei Varianten mechanischer Wahlgeräte in Deutschland zugelassen. Bei einer Variante wird in der Wahlkabine ein Chip in den Schlitz, der einer bestimmten Partei oder der Stimmenthaltung zugeordnet ist, eingeführt. Dadurch wird ein mechanisches Zählwerk betätigt, das den Zählerstand der gewählten Partei erhöht. Außerdem werden die Chips für jede Partei separat in einem Beutel gesammelt, um eine eventuelle Überprüfung der Wahl zu erleichtern. Nach dem Ende der Wahl werden die einzelnen Zählerstände addiert und mit der Anzahl der abgegebenen Stimmen verglichen. Eine andere Variante sind Geräte, bei welchen der Wähler einen Knopf bis zu einem bestimmten Widerstandspunkt ziehen muss, um somit seine Stimme abzugeben.
Mechanische Geräte wurden in Deutschland zuletzt nur noch in wenigen Kommunen genutzt, da sie komplizierter werdenden Anforderungen (Kumulieren und Panaschieren) nicht mehr gerecht wurden.

### Wahlcomputer
Bei Wahlcomputern handelt es sich um Computer, die mit spezieller Hard- und Software zur Durchführung von Wahlen ausgestattet sind. Weltweit sind die unterschiedlichsten Typen in Gebrauch, die entweder zur Abgabe von Stimmen oder zur automatischen Auszählung von Stimmzetteln über Belegleser dienen.
Die zuletzt einzigen in Deutschland zugelassenen Wahlcomputer waren die Geräte des Integralen Wahlsystems (Geräte mit zugehöriger Wahl- und Geräteanwendungssoftware) der Firma Nedap/HSG Wahlsysteme GmbH. „Integrales Wahlsystem“ hieß es deshalb, weil es nicht nur die Durchführung der Wahlhandlung mit Hard- und Software unterstützte, sondern als weltweit einziges Wahlsystem ebenso Software für die Vor- und Nachbereitung einer Wahl beinhaltete. Das hierbei verwendete System war Closed Source, eine Kontrolle der Integrität des Quellcodes wurde der interessierten Öffentlichkeit im Rahmen der Nutzung der Bundestags- und Europawahlen nicht gestattet. Das Bundesverfassungsgericht hat in seinem Urteil vom 3. März 2009 den Einsatz dieser Wahlcomputer wegen mangelnder öffentlicher Nachvollziehbarkeit für verfassungswidrig erklärt.
Die NEDAP-Geräte sahen in abgebautem Zustand wie ein Koffer aus, der sich mit wenigen Handgriffen in eine Wahlkabine verwandelte. Für den Wahlvorstand gab es eine mit dem Gerät verbundene Bedieneinheit, mit welcher er die Wahl für jeden einzelnen Wähler freigab. Der Stimmzettel war auf einer integrierten Bedieneinheit abgebildet und der Wähler konnte per Tastendruck seine Stimmen auswählen. Nachdem er dies getan hatte, drückte er einen Knopf „Stimmabgabe“.
An den Geräten erfolgten bis Juni 2006 ungefähr 15 Millionen Stimmabgaben in 84 deutschen Städten und Gemeinden bei Wahlen auf kommunaler, Landes- und Bundesebene. Zu den Anwendern gehörten unter anderem Städte wie Köln, Dortmund, Cottbus oder Koblenz.
2007 kostete ein Wahlcomputer 4.750 Euro.
Zu den größten Herstellern gehörten:
- Nedap (Niederlande) – Nedap stellte die bisher einzigen Wahlcomputer her, die in Deutschland für Bundestags- und Europawahlen zugelassen waren, ihr Einsatz wurde jedoch 2009 für verfassungswidrig erklärt und ist damit verboten.
- Diebold (USA)
- ES&S (USA)
- Sequoia (USA)
- INDRA (Spanien)

Siehe auch: Digitaler Wahlstift

## Sicherheit
Die Verwendung von Computern gegenüber einem Stimmzettel aus Papier stellt andere und neue Anforderungen bezüglich des Wahlvorgangs und der Wahlauswertung. Inwieweit Gerätefehler ausgeschlossen und Manipulationssicherheit garantiert werden kann, ist seit Jahren strittig.

### In Deutschland und den Niederlanden eingesetzte Wahlcomputer
Die Gruppe „Wij vertrouwen stemcomputers niet“ und der Chaos Computer Club (CCC) haben am 5. Oktober 2006 im niederländischen Fernsehen demonstriert, dass Wahlcomputer der Firma Nedap leicht manipulierbar sind, ohne dass die Manipulation für einen Wahlleiter oder Wähler nachvollziehbar wäre. Das dabei verwendete Gerät vom Typ ES3B unterscheidet sich von den in Deutschland eingesetzten Typen ESD1 und ESD2 nur in Kleinigkeiten, die hauptsächlich auf die unterschiedlichen Wahlsysteme zurückzuführen sind.
In einem ausführlichen Bericht über ihre Untersuchung schildern die Gruppen weitere Sicherheitsmängel:
- Die Schlösser an allen Geräten lassen sich mit den gleichen Schlüsseln öffnen, die es auch für einen Euro zu kaufen gibt.
- Das Administrationspasswort („GEHEIM“) der Verwaltungssoftware war im Klartext im Binärcode enthalten.
- Ein Man-in-the-Middle-Angriff zwischen Tastatur, Display und dem Stimmenspeicher wäre möglich. Eine Versiegelung der Geräte, wie sie bei der Bürgermeisterwahl 2006 in Cottbus durchgeführt wurde, könnte diesen Angriff erschweren, doch die Qualität der verwendeten Plomben wird kritisiert. Außerdem verhindert die Versiegelung nicht den möglichen Austausch des Stimmmoduls.

Die Physikalisch-Technische Bundesanstalt (PTB) hatte die Prüfung für die Wahlgeräte in Deutschland durchgeführt. Die PTB hält eine Manipulation der Wahlen für grundsätzlich möglich. Allerdings müsste ein Angreifer Fachkenntnis und sehr viel kriminelle Energie mitbringen. Zumindest die kriminelle Energie ist durch den Wahlfälschungsskandal von Dachau und die Vorgänge um die Nominierung des SPD-Bürgermeisterkandidaten 2007 in Hamburg sowie andere Fälle schon bewiesen worden. In den USA sind Fälle bekannt geworden, in denen möglicherweise Wahlen durch die Gestaltung von Wahlzetteln für mechanische Wahlgeräte sowie Software manipuliert wurden.
Der Vertrieb der in der Bundesrepublik Deutschland zugelassen gewesenen Geräte der Firma Nedap, HSG Wahlsysteme GmbH, äußert sich zu der Manipulationssicherheit ihrer Geräte in mehreren Pressemitteilungen.
Mitglieder des CCC und niederländische Computerexperten haben Praxistests an Wahlcomputern in deutschen Wahllokalen durchgeführt. Dabei wurde eine Reihe von Möglichkeiten entdeckt, das Wahlergebnis sowohl nach Belieben zu manipulieren als auch das Wahlverhalten eines Wählers „abzuhören“. Über diese Sicherheitsmängel wurde im Mai 2007 ein ausführliches Gutachten für das Bundesverfassungsgericht erstellt.

### Wahrung des Wahlgeheimnisses
Elektronische Geräte können durch kompromittierende Abstrahlung Rückschlüsse auf ihre Aktivitäten liefern. Um ein Mitlesen der verarbeitenden Daten beispielsweise durch Van-Eck-Phreaking (TEMPEST) zu verhindern, müssen Wahlgeräte besonders abgeschirmt sein. Je mehr sich ein mögliches Lesegerät dem Wahlgerät nähert, desto schwieriger wird dieses Unterfangen.
Da Wahlcomputer öffentlich zugänglich sind, stellt die Wahrung des Wahlgeheimnisses eine große technische Herausforderung dar. Eine wirkungsvolle Gegenmaßnahme muss beispielsweise weit über eine sonst übliche Abschirmung von sensiblen Firmencomputern hinausgehen, an die die Öffentlichkeit üblicherweise nicht so nahe herankommt. Das Bundesamt für Sicherheit in der Informationstechnik (BSI) gibt Empfehlungen zum Schutz staatlicher Verschlusssachen und sensibler Firmencomputer; eine Empfehlung speziell für Wahlcomputer gibt es bislang nicht.

### Beispiele für Probleme mit Wahlgeräten (Ausland)
- Bei der Präsidentschaftswahl in den Vereinigten Staaten 2000 verzögerte sich die Stimmauszählung in Florida, da eine korrekte Auswertung der mittels mechanisch stanzender Wahlgeräte markierten Wahlzettel nicht möglich war. Auch die neuen Touchscreen-Geräte sorgten für Pannen und 2007 fiel die Entscheidung, papierlose Wahlcomputer wieder abzuschaffen. Wahlzettel werden zur Auswertung nun per Scanner erfasst, deren Ergebnis sich im Zweifelsfall von Hand nachzählen lässt. Markant ist, dass Florida ein Vorreiter auf dem Gebiet der Wahlcomputer war, wobei deren Entscheidung, Wahlcomputer wieder abzuschaffen, von Experten als nachhaltiges Signal verstanden wird.[19]
- Bei den Kongresswahlen in den Vereinigten Staaten, am 7. November 2006, mussten rund 80 Prozent der Wahlberechtigten mit einem elektronischen Wahlgerät abstimmen. Ein Drittel der Wähler wurde dabei erstmals mit neuen Geräten konfrontiert. Es kam zu massiven Problemen.[20]
- Italien soll in der Regierungszeit von Romano Prodi im November 2006 alle Wahlcomputer-Projekte gestoppt haben, aufgrund von Fälschungsvorwürfen bei den Parlamentswahlen im April 2006.[21]
- Im August 2008 gab das Unternehmen Premier Election Solutions nach einer Klage des US-Bundesstaats Ohio zu, dass es auf Grund eines Softwarefehlers bei seinen Wahlgeräten zur Falschauszählung von Stimmen komme. Der Softwarefehler war bereits zehn Jahre unentdeckt enthalten.[22]
- Namibia war 2014 das erste Land in Afrika das Wahlgeräte für nationale Wahlen zur Nationalversammlung und Präsidentschaft einsetzte.[23] Der Einsatz der Geräte ohne Verifizierungsausdruck wurde vom Obersten Gerichtshof Namibias im Februar 2020 für verfassungswidrig erklärt. Dies gelte nicht rückwirkend.[24]

## Deutschland

### Rechtsgrundlage
Die Grundlage für den Einsatz von Wahlcomputern bildete § 35 Bundeswahlgesetz (BWahlG) und die auf seiner Grundlage erlassene Bundeswahlgeräteverordnung (BWahlGV), die am 3. März 2009 vom Bundesverfassungsgericht für verfassungswidrig erklärt wurde.

### Zulassung der Geräte
In Deutschland waren bisher zwei Geräte zugelassen.
Neu zuzulassende Gerätetypen wurden einem zentralen Prüfverfahren gemäß der BWahlGV durch die Physikalisch-Technische Bundesanstalt unterzogen, bevor das Bundesministerium des Innern gegebenenfalls eine Zulassung für deren Einsatz zu bestimmten Wahlen erteilte. Eine Prüfung der Einzelgeräte fand jedoch nicht statt, solange der Hersteller die Baugleichheit mit einem bereits geprüften Typ zusicherte.
Eine Kontrollmöglichkeit derart zugelassener Geräte für den Wähler bestand nicht, da eine Veröffentlichung der vollständigen Prüfprotokolle und zugehöriger Unterlagen bislang unter Berufung auf Betriebsgeheimnisse des Geräteherstellers verweigert wurde.
Kritiker halten das Bundesamt für Sicherheit in der Informationstechnik besser für die Prüfung von programmierten Wahlcomputern geeignet als die Physikalisch-Technische Bundesanstalt.
Es ist umstritten, ob und unter welchen Umständen Wahlcomputer zur Durchführung von korrekten und geheimen Wahlen geeignet sind. In Deutschland erklärte das Bundesverfassungsgericht am 3. März 2009 in einer Grundsatzentscheidung deren bisherige Verwendung für verfassungswidrig. Der Einsatz von Wahlcomputern sei nur unter engen Voraussetzungen mit dem Grundgesetz vereinbar.

### Gerichtliche Verfahren/Petitionen (2005–2008)
Wegen der Bedenken um die Manipulationssicherheit, der Wahrung des Wahlgeheimnisses und der fehlenden Öffentlichkeit bei Wahlen mit den in Deutschland verwendeten Wahlgeräten, gab und gibt es mehrere gerichtliche Verfahren:
- Gegen die Benutzung von Wahlcomputern bei der Bürgermeisterwahl 2006 in Cottbus wurde ein Wahleinspruch eingelegt.[26] Die Ernennung des Oberbürgermeisters wurde um acht Tage auf den 28. November 2006 verschoben, der Einspruch wurde aber zurückgewiesen.
- Vom 17. Oktober 2006 bis 28. November 2006 lief auch eine Bundestagspetition zur Streichung des § 35 BWahlG, die mehr als 45.000 Unterstützer erhielt.[27]
- November 2007: Der Petitionsausschuss des Deutschen Bundestages erklärt zur vorstehenden Petition von 2006: In einem für die Demokratie so essentiellen Bereich wie der Durchführung von Wahlen ist es nach Auffassung des Ausschusses von enormer Wichtigkeit, keine Irritationen oder Zweifel aufkommen zu lassen […] Die durch die Wahlgeräte erlangten Vorteile im Wahlverfahren stehen daher nach Sicht des Ausschusses in keinem vernünftigen Verhältnis zu dem durch sie jederzeit drohenden Nachteil. Wenig später beschließt der Bundestag auf Empfehlung des Petitionsausschusses, die Petition gegen Wahlcomputer der Bundesregierung als Material zu überweisen und den Fraktionen des Deutschen Bundestags zur Kenntnis zu geben.[28]
- Januar 2008: Mit Hilfe des Chaos Computer Clubs (CCC) reichte eine hessische Wählerin einen Antrag auf Erlass einer einstweiligen Anordnung ein, um die Verwendung von Wahlgeräten der Firma NEDAP bei der Landtagswahl in Hessen 2008 untersagen zu lassen.[29][30] Am 23. Januar lehnte der Staatsgerichtshof diesen Antrag ab, da eine vorverlegte Wahlprüfung in einem laufenden Wahlverfahren unzulässig sei.[31]

### Das Bundesverfassungsgericht in Sachen „Wahlcomputer“ (2009)
Gegen die Verwendung von Wahlgeräten bei der Bundestagswahl 2005 gab es einige Einsprüche, die der Deutsche Bundestag mit Beschluss vom 14. Dezember 2006 zurückwies. Gegen den Beschluss des Bundestages wurden Mitte Februar 2007 Wahlprüfungsbeschwerden beim Bundesverfassungsgericht erhoben. Der Chaos Computer Club (CCC) hatte für das Bundesverfassungsgericht Wahlcomputer der Firma NEDAP getestet und das Ergebnis in einem Bericht vom Juni 2007 veröffentlicht, diese Analyse beschäftigte sich kritisch mit den vom Bundesinnenministerium und dem Hersteller aufgestellten Behauptungen über die Sicherheit des Systems.
Am 3. März 2009 erklärte das Bundesverfassungsgericht die Bundeswahlgeräteverordnung für verfassungswidrig. Die bei der Wahl zum 16. Deutschen Bundestag eingesetzten Wahlcomputer entsprachen nach der Entscheidung des Bundesverfassungsgerichts nicht den Anforderungen des Grundgesetzes.
Die Verfassungsrichter setzen für den Einsatz von Wahlcomputern voraus, „dass die wesentlichen Schritte der Wahlhandlung und der Ergebnisermittlung vom Bürger zuverlässig und ohne besondere Sachkenntnis“ überprüfbar sein müssen. Sie betonten den Grundsatz der Öffentlichkeit der Wahl, der sich aus Art. 38 i. V. m. Art. 20 Abs. 1 und Abs. 2 GG ergebe und gebiete, „dass alle wesentlichen Schritte der Wahl öffentlicher Überprüfbarkeit unterliegen“.

## Wirtschaftliche Aspekte
Durch ein Auskunftsbegehren nach dem niederländischen Informationsfreiheitsgesetz konnte die niederländische Gruppe Wijvertrouwenstemcomputersniet („Wir vertrauen Wahlcomputern nicht“) im Juli 2006 Unterlagen zur Umstellung von Wahlurnen auf Wahlcomputer in Amsterdam veröffentlichen. Laut dem Papier stiegen dadurch die Kosten pro Wahl von 1,6 Millionen auf 2,7 Millionen Euro.